# Olivier Lancelot
Olivier Lancelot (circa 1970 - Parijs, 20 of 21 januari 2018) was een Franse jazzpianist.

## Biografie
Lancelot werkte vanaf 1989 in de jazzscene van Parijs, o.a. met de Gilbert Leroux Washboard Group, waarmee hij zijn eerste opnames maakte, en van 1994 tot 1999 in de groep Paris Washboard (met o.a. Louis Mazetier en Alain Marquet). In 1999 richtte hij het trio Lancelot et ses Chevaliers op, waarmee hij een album maakte. Hij speelde stride en trad op in Parijse clubs als Trois Maillets au Petit Journal-Montparnasse, Le Caveau de la Huchette en Le Duc des Lombards, waar hij ook met Dan Levinson speelde. Hij nam tevens op met  Swing Feeling & Screamin’ Jay Hawkins (1995), Maxim Saury, Jacky Milliet (Good Bye Old Friend, 2008), Billy Collins’ Swingin’ Paris (The Reet Suite) en Eric Luter (Ze French Project, 2015).
Lancelot trad op tijdens internationale jazzfestivals. In 2008 speelde hij in een duo met Dan Levinson in de New Yorkse jazzclub Smalls. In 2013 speelde hij in een trio met Philippe de Preissac en Lionel Grivet. Met zangeres Elisabeth Keledjian maakte hij in 2013 de plaat A la dérive. In de jazz speelde hij tussen 1995 en 2015 mee op elf opnamesessies.
Lancelot overleed aan de gevolgen van een ongeval op zijn scooter in Parijs.

## Discografie (selectie)
- Olivier Lancelot/Didier Desbois/Stephen Seva: Lancelot et ses Chevaliers (Djaz, 1999)